# Нина (фильм, 2004)
«Нина» (порт. «Nina») — вольная экранизация романа «Преступление и наказание» Фёдора Михайловича Достоевского в готическом стиле. В отличие от романа упор сделан не на психологические портреты персонажей и поиск решения философской дилеммы, обозначенной в заглавии романа, а на создание гнетущей атмосферы отчаяния и ненормальности всего происходящего.

## Сюжет
Нина — молодая художница, работающая в закусочной. В свободное время она ходит на вечеринки и рисует мрачноватые комиксы. Элалия — хозяйка квартиры, где Нина снимает комнату, собирается выгнать её через несколько дней, если Нина не выплатит долг за комнату. Деньги, которые Нине прислали родственники, Элалия взяла в честь долга, работу Нина бросает сама. К тому же появился новый квартирант, с переездом которого Нина неизбежно должна оказаться на улице. Отношения с Элалией с каждым часом становятся всё хуже и хуже. Несмотря на ответные действия Нины против издевательств Элалии, героиня постепенно всё больше и больше сходит с ума и теряет связь с реальностью. В конечном итоге Нина убивает Эпалию задушив её полиэтиленовым пакетом.

## Отличия от романа
Вместо Родиона Раскольникова главным героем здесь выступает молодая девушка Нина. Старуха-процентщица Элалия не просто требует долг, она собирается выбросить Нину на улицу. Элалия показана гротескно. Возможно, такой её видит главная героиня. Поведение героини сильно отличается от поведения её прототипа. Поступки Родиона исходят из его философских метаний, Нина же импульсивна, большинство её выходок — эмоциональные всплески.
В фильме также присутствует проститутка, но в отличие от Сонечки Мармеладовой, она просто лучшая подруга героини и к тому же не стыдится своего образа жизни. Больше всего изменений претерпела концовка. Однако, сцена убийства топором всё же присутствует, но лишь в качестве фантазии главной героини, по крайней мере, поначалу.

## Стиль повествования
Кроме сюжета отдельной отсылкой к оригиналу можно считать появляющиеся несколько раз в фильме кусочки сновидения Нины о жестоком убийстве лошади. В моменты сильных душевных переживаний героиня начинает додумывать происходящее в виде нарисованных ручкой мрачных рисунков в комикс-стиле. Ближе к концу происходящее от гротескного реализма переходит к шизофреническому саспенсу, отражая тем самым изменения в психике Нины.

## В ролях
| Актёр            | Роль   |
| ---------------- | ------ |
| Гута Штрессер    | Нина   |
| Мириан Муниз     | Элалия |
| Жулиана Гальдино | Анна   |
| Сабрина Грин     | София  |

## Признание

### Награды
- 2004 — Московский кинофестиваль
  - Особое упоминание российских критиков — Хейтор Дхалия
- 2004 — Премия Серебряное яблоко (Нью-Йоркский фестиваль латиноамериканского кино)
  - Лучший режиссёр — Хейтор Дхалия
- 2004 — Награда Фестиваля латиноамериканского кино в Лиме
  - Лучшая операторская работа — José Roberto Eliezer

### Номинации
- 2004 — Золотая звезда Международного кинофестиваля в Марракеше
  - Хейтор Дхалия
- 2005 — Гран-при кинофестиваля в Бразилии
  - Лучшая актриса — Гута Штрессер
  - Лучший грим — Габи Мораес
  - Лучшая саундтрек — Антониу Пинту
  - Лучший сценарий — Хейтор Дхалия, Marçal Aquino